# یلنا بلووا
بیوه سیاه با نام اصلی یلنا بلووا (به انگلیسی: Yelena Belova) یک شخصیت خیالی جاسوس در کتاب‌های کامیک منتشر شده توسط مارول کامیکس است و دومین شخصیتی در عصر مدرن محسوب می‌شود که از نام بلک ویدو استفاده می‌کند. این شخصیت توسط دوین گریسون و جی.جی جونز خلق شده‌است؛ و برای اولین بار در شمارهٔ ۵ از مجموعه کمیک ناانسان‌ها (مارس ۱۹۹۹) حضور پیدا کرد.
او به عنوان یک جاسوس و قاتل در اتاق سرخ (یک مرکز آموزشی خیالی شوروی در مارول کامیکس است که با هدف آموزش جاسوس‌های بسیار حرفه‌ای از جمله ناتاشا رومانوف و یلنا بلووا ایجاد شده‌است) آموزش دیده بود. یلنا بلووا در ابتدا دشمن ناتاشا رومانوف بود که برای کشتن او فرستاده شد، اما بعدها با یکدیگر متحد شدند. او همچنین عضو شیلد، ونگوارد و هایدرا بود که او را به فوق تطبیق‌یافته تغییر داد و سپس یکی از اعضای شورای عالی .A.I.M بود و در سال ۲۰۱۷ دوباره به اسم رمز خود یعنی بیوه سیاه بازگشت.
فلورنس پیو نقش این شخصیت را در فیلم بیوه سیاه (۲۰۲۰) در دنیای سینمایی مارول ایفا کرده است.